# روبرت روجرز (سياسي)
روبرت روجرز هو سياسي كندي، ولد في 2 مارس 1864، وتوفي في 21 يوليو 1936. حزبياً، نشط في حزب كندا المحافظ.

## مناصب
- انتخب عضو مجلس العموم الكندي عن دائرة Winnipeg South [الإنجليزية]‏ (1925 – 1926).
- انتخب member of the Legislative Assembly of Manitoba ‏ (1899 – 1911).
- انتخب عضو المجلس التنفيذي لمانيتوبا ‏.
- انتخب عضو مجلس العموم الكندي عن دائرة Winnipeg (federal electoral district) [الإنجليزية]‏ (1911 – 1917).